# Roses (песня Бенни Бланко и Juice WRLD)
«Roses» (с англ. — «Розы») — песня американского продюсера Бенни Бланко и рэпера Juice WRLD с участием певца Брендона Ури. Она дебютировала на шоу Zane Lowe World Record на Beats 1 5 декабря 2018 года. Rock Sound сравнили свое объявление с «амбициозным событием кроссовера».

## Композиция
| №  | Название                         | Длительность |
| -- | -------------------------------- | ------------ |
| 1. | «Roses» (совместно с Juice WRLD) | 3:43         |

## Чарты
| Чарт (2018-19)                             | Высшая позиция |
| ------------------------------------------ | -------------- |
| Бельгия/Фландрия (Ultratip Bubbling Under) | 27             |
| Канада (Billboard Canadian Hot 100)        | 58             |
| Ирландия (IRMA)                            | 81             |
| Литва (AGATA)                              | 99             |
| Новая Зеландия (RMNZ)                      | 10             |
| Норвегия (VG-lista)                        | 38             |
| Словакия (Singles Digitál Top 100)         | 100            |
| Швеция (Sverigetopplistan)                 | 5              |
| США (Billboard Hot 100)                    | 85             |

## Сертификации
| Регион | Сертификация | Продажи |
| --- | ------------ | ------- |
| Канада (Music Canada) | Платиновый   | 80 000  |
| США (RIAA) | Золотой      | 500 000 |
| * Данные о продажах приведены только на основе сертификации. · ^ Данные о тиражах приведены только на основе сертификации. · Данные о продажах + прослушиваниях приведены только на основе сертификации. |              |         |

## История релиза
| Регион | Дата           | Формат            | Лейбл                           | Прим. |
| ------ | -------------- | ----------------- | ------------------------------- | ----- |
| Мир    | 5 декабря 2018 | Цифровая загрузка | Friends Keep Secrets Interscope | [ 1 ] |